# 鋤田正義
鋤田 正義（すきた まさよし、1938年5月5日 - ）は、日本の写真家、スチールカメラマン、撮影技師。福岡県直方市出身。

## 経歴
日本写真映像専門学校卒業後、棚橋紫水に師事。大広、デルタモンドで広告分野における実績を築き1970年にフリーとなる。T・レックスに関心を抱き単身渡英し、独自の撮影に成功。同時にデヴィッド・ボウイとも出会い、撮りためた中の一枚が『英雄夢語り』のジャケット写真に採用される。
日本国内でもドキュメンタリー・広告・映画・音楽の分野で活動。広告の仕事で知り合った杉山登志からは、本人のポートレートを撮ることを唯一許された。現在残されている杉山の写真のほぼ全ては鋤田の手によるもの、無数のカセットテープで築いた巨大ロボットにYMOが入っているCMなど。映画・映像分野では『書を捨てよ町へ出よう』などで撮影監督を担当したほか、是枝裕和作品などのスチールも手がける。音楽分野ではYMO、忌野清志郎、シーナ&ザ・ロケッツ、高中正義などを対象にした作品を残している。
近年も国内外で写真展を開催。2012年に渋谷パルコで開催された鋤田正義写真展「きれい」からはシリーズ化されており、2013年11月の大阪心斎橋ビッグステップで開催の鋤田正義写真展 SOUND & VISION + きれい」ではこれまでのシリーズ作品に加え、未公開作品も含む300点を展示。また、大阪開催に因んで2012年に死去した桑名正博の写真のコーナーも設けられている。デヴィッド・ボウイ然り、撮影したアーティストとは厚い信頼関係を結ぶことも多く、開催された写真展では著名なアーティストがプライベートで足を運んでいることも話題となっている。

## 主な作品集
- 沢田研二写真集『水の皮膚』（パルコ出版）
- 土屋昌巳写真集『Alone』（CBS・ソニー出版）
- デヴィッド・ボウイ写真集『氣』（TOKYO FM出版）
- イ・ビョンホン写真集『パリイ』（角川マガジンズ）
- 『T.Rex 1972 Sukita』（カラーフィールド）
- 『YELLOW MAGIC ORCHESTRA × SUKITA』（TOKYO FM出版）
- 『SOUL忌野清志郎』（集英社）
- 『鋤田正義サウンドアンドヴィジョンきれい』（パルコ出版）

## 主な展覧会
- 1972年 「T.REX写真展」西武百貨店渋谷店（東京）
- 1992年 「PICTURE SHOW写真展」キリンプラザ大阪（大阪）
- 1999年 「ワンダフルライフ写真展」ロケット（東京）
- 1999年 「T.REX写真展」ギャラリー・ル・デコ（東京）
- 2002年 「MARC BOLAN & T.REX The Essential Collection」写真出品 プラウド・ギャラリーズ（ロンドン）
- 2009年 「Who shot Rock&Roll」ブルックリン・ミュージアム参加（ニューヨーク）
- 2010年 「YELLOW MAGIC ORCHESTRA×SUKITA 未発表写真展」 ギャラリー3331 Arts Chiyoda（東京）
- 2011年 「東京画」KLEE Inc.写真展参加（東京）
- 2012年 「東京画」（ニューヨーク）
- 2012年8月11日〜9月30日 鋤田正義展「SOUND & VISION」東京都写真美術館 地下1階展示室（東京）
- 2012年8月25日〜9月17日 鋤田正義写真展「きれい」 パルコミュージアム 渋谷パルコ（東京）
- 2013年3月23日〜8月11日 「Masayoshi Sukita:Photographs of David Bowie by 1972 to 2002」（ロンドン）
- 2013年9月27日〜10月14日 鋤田正義写真展「きれい」パルコファクトリー 福岡パルコ 8F（福岡）
- 2013年9月27日〜10月27日 「RETROSPECTIVE SOUND & VISION スペシャルインスタレーション」 イムズ地下2階・プラザ（福岡）
- 2013年11月23日〜2014年3月2日 「RETROSPECTIVE SOUND & VISION スペシャルインスタレーション」 心斎橋ビッグステップ（大阪)
- 2018年4月3日〜5月20日 鋤田正義写真展 IN NOGATA 2018「ただいま。」[5]
- 2021年4月3日〜4月24日 時間～TIME　BOWIE×KYOTO×SUKITA　鋤田正義写真展[6]

## 映画
SUKITA 刻まれたアーティストたちの一瞬
鋤田とその被写体、および周辺の人物が出演するドキュメンタリー作品。相原裕美監督。